# Vũ Thị Hoàng Điệp
Vũ Thị Hoàng Điệp sinh năm 1987, là một hoa hậu Việt Nam đăng quang tại cuộc thi Hoa hậu Vẻ đẹp Quốc tế 2009 (tiếng Anh: Miss International Beauty 2009) được tổ chức tại Bắc Kinh, Trung Quốc vào ngày 1 tháng 8 năm 2009.
Cô có một em gái ruột là Vũ Hoàng Thảo Vy. Thảo Vy tham gia và lọt vào Top 25 Hoa hậu Việt Nam 2018.

## Hoa hậu Miền biển Việt Nam 2007
Hoàng Điệp tham dự cuộc thi và giành được 2 giải thưởng phụ (Người có khuôn mặt khả ái, Người có hình thể đẹp nhất) và là Á hậu 1 của cuộc thi.

## Hoa hậu Việt Nam 2008
Vũ Thị Hoàng Điệp đã từng tham dự cuộc thi Hoa hậu Việt Nam 2008. Cô đã có mặt trong Top 30 thí sinh tham gia vòng chung kết giành giải "Người đẹp được bình chọn nhiều nhất qua mạng"..

## Hoa hậu Vẻ đẹp Quốc tế 2009
Hoàng Điệp được công ty người mẫu PL gửi đại diện Việt Nam tham dự cuộc thi này diễn ra tại Trung Quốc.. Trải qua các phần thi phụ, cô đã giành được một số thành tích như: Á hậu 2 của phần thi Bikini và Hoa hậu Tài năng. Đêm chung kết, Hoàng Điệp đã lên ngôi tại cuộc thi này. Cô trở thành người đẹp (nữ giới) Việt Nam đầu tiên đăng quang tại một cuộc thi sắc đẹp quốc tế.

## Show diễn tiêu biểu
- BST Dấu ấn vàng son của Văn Thành Công tại Thời trang và Đam mê 2014.[7]

## Dư luận
Mặc dù thường xuyên được đặt tên là "người Việt Nam đầu tiên giành chiến thắng một cuộc thi sắc đẹp quốc tế, nhiều người nghi ngờ độ tin cậy của cuộc thi" Miss International Beauty'. Điệp cũng nhận được rất nhiều lời chỉ trích từ công chúng Việt Nam vì những phát biểu vô tư và thiếu khiêm tốn của mình.